# Galium mexicanum
La esculcona (Galium mexicanum) es una planta herbácea anual de la familia Rubiaceae. 

## Descripción
Son hierbas débiles, hírtulas a glabrescentes. Las hojas 6–8 (10) por nudo, elípticas a angostamente elíptico-oblongas, de 0.5–2 cm de largo y 0.1–0.3 cm de ancho, ápice y base agudos, papiráceas. Flores 2–3 en címulas terminales, con pedicelos de 1–3 mm de largo; corola blanca a roja, de 1–1.5 mm de largo, lobos triangulares. Frutos secos, de 3 mm de diámetro, verdes a negros, con tricomas uncinados.

## Distribución y hábitat
Es una especie poco común que se encuentra en zonas húmedas y frescas; desde el suroeste de los Estados Unidos a Panamá.

## Historia
Ha sido usada en México por la medicina tradicional.

## Taxonomía
Galium mexicanum fue descrita por Carl Sigismund Kunth y publicado en Nova Genera et Species Plantarum (quarto ed.) 3: 337. 1818[1819].
Etimología
Galium: nombre genérico que deriva de la palabra griega gala que significa  "leche",  en alusión al hecho de que algunas especies fueron utilizadas para cuajar la leche.
mexicanum: epíteto geográfico que alude a su localización en México.
Variedades
- Galium mexicanum subsp. asperrimum (A.Gray) Dempster
- Galium mexicanum subsp. asperulum (A.Gray) Dempster
- Galium mexicanum subsp. flexicum Dempster

Sinonimia
- Galium caripense Kunth
- Galium granadense Willd. ex Schult.
- Galium piliferum Kunth

subsp. asperrimum (A.Gray) Dempster
- Galium asperrimum A.Gray

subsp. asperulum (A.Gray) Dempster
- Galium asperrimum var. asperulum A.Gray
- Galium asperulum (A.Gray) Rydb.[4]